# Соја
Соја (Glycine max (L.) Merr.) биљна је врста која припада породици Fabaceae. Место порекла ове биљне врсте је Кина. Први историјски, писани, наводи о соји потичу из 3000. године п. н. е. Поред пиринча, пшенице, јечма и проса, соја је један од главних усева који су значајно допринели опстанку кинеске цивилизације.
Првих 3.000 година, соја се није пуно удаљила од свог места порекла. Почетком нове ере, соја се шири на територије данашње јужне Кине, Кореје и Јапана који се сматрају секундарним центрима порекла. Развојем поморског саобраћаја у 18. веку нове ере, соју полако упознају друге цивилизације и појављује се у ботаничким баштама у Европи и Америци. Сматра се да је соју у Америку донео Бенџамин Френклин. Новија историја соје почиње у 19. веку у Америци одакле започиње ширење по целом свету и соја заузима значајно место у модерној пољопривреди. У модерној историје соје важна су још два догађаја. 1996. године на тржишту се појавила прва генетички модификована соја (отпорна на тотални хербицид глифосат) и 2002. године соја по први пут напушта планету земљу — на међународној свемирској станици произведене су експерименталне количине соје као потенцијалне хране на свемирским путовањима.
Основни разлог гајења соје јесте повољан хемијски састав зрна. Наиме, у зрну соје налази се између 35 и 40% протеина и око 20% уља што га чини веома повољном сировином за исхрану људи и животиња. Протеини соје садрже све есенцијалне аминокиселине у довољној количини тако да прерађевине од соје представљају квалитетну храну. Сојино уље не спада у групу висококвалитетних уља (као маслиново и сунцокретово) због веће количине полинезасићених масних киселина и мањег удела олеинске киселине. Поред уља и протеина у зрну соје налазе и друга физиолошки активна једињења као што су изофлавони, фитостероли, сапонини, фитинска киселина који имају повољан утицај на здравље људи. Такође у зрну соје налазе се и неке антинутритивне материје као што су инхибитори протеаза (термичком обрадом зрна соје ове материје се неутралишу) и несварљиви олигосахариди. Хемаглутинин је састојак семена соје који у крви подстиче стварање масе која слепљује црвена крвна зрнца, што онемогућује исправну апсорпцију кисеоника и његову дистрибуцију ћелијама организма.
Најконтроверзнији састојци семена соје су неки изофлавони (фитоестрогени), попут генистеина и даидзеина. Генистеин се показао као инхибитор тирозин киназе, ензима битног у процесу коришћења есенцијалне аминокиселине тирозина у мозгу, чији је утицај изузетно важан за функцију тироидних хормона и многе друге функције организма. Утицај изофлавона на смањење функције тироидне жлијезде изазива развој хипотиреозе.
Списак производа који се добијају од соје је дугачак и поред разних прехрамбених производа и адитива, соја је сировина у индустрији гуме, боја, лакова, лепкова, фармацеутској индустрији, и све популарнија сировина за биодизел. Протеини соје чине око 2/3 светске производње биљних протеина док 1/3 биљних уља потиче од соје.
Оброци од сојиног семена са неутралисаним мастима су значајан и јефтин извор беланчевина у исхрани животиња и многим готовим јелима. Сојино уље је други важан производ у преради соје. На пример, производи од соје попут тесктурираних биљних беланчевина (TVP) су заменска намирница за многе месне и млечне производе. Соја даје више беланчевина по хектару од већине других пољопривредних производа.
Традиционални начини кориштења неферментисаног семена соје укључује и сојино млеко, од којег се прави тофу. Међу ферментисаним намирницама од соје налазе се, између осталих, и сојин сос, ферментисана паста од семена, јапански nattō (納豆) и јавански темпех. Њено уље се користи у многим индустријским апликацијама. Највећи светски произвођачи соје су САД (36%), Бразил (36%), Аргентина (18%), Кина (5%) и Индија (4%). Семе соје садржи значајне количине фитинске киселине, алфа-линолеинске киселине и изофлавона.

## Име
Ова биљка је позната као велико семе на кинеском и јапанском језику (кин: 大豆 — daizu) или жуто семе (кин: 黄豆 — huángdòu). Незрела соја као и јело које се од ње справља називају се едамаме у Јапану, али се у енглеском и другим језицима, едамаме назива само специфично јело. Латинско име рода, Glycine, исто је као и једна једноставна аминокиселина (глицин).
Од почетка 20. века соја се у Америци називала златно или чудотворно семе (golden bean, miracle bean). Међународни назив соја је најзад изведен из јапанског изговора кинеско-јапанске ријечи 醤油 (shōyu) којом се означава сојин сос, кроз немачку адаптацију исте речи, соја.

## Класификација
Род Glycine (Willd.) подељен је на два подрода, Glycine и Soja. Подрод Soja ((Moench) F.J. Herm.) укључује култивирану соју Glycine max (L.) Merr., као и дивљу соју Glycine soja Sieb. & Zucc. Обе биљке су једногодишње. Glycine soja је дивљи предак култивиране соје, а у дивљини расте у Кини, Јапану, Кореји, Тајвану и Русији. Подрод Glycine састоји се од најмање 25 дивљих, једногодишњих врста: на пример Glycine canescens (F.J. Herm.) и G. tomentella (Hayata) расту у Аустралији и Папуи Новој Гвинеји. Вишегодишња соја (Neonotonia wightii) пореклом је из Африке, а данас је доста раширена биљка у тропским подручјима, а служи за исхрану домаћих животиња.
Попут неких других биљака које су давно одомаћене, однос модерне соје и врста које расту у дивљини не може се пратити уз потпуну сигурност и тачност. Она је одомаћени варијетет са изузетно великим бројем сорти.

## Опис
Разне сорте соје различито нарасту у различитим окружењима. Висина биљке се креће од 20 cm до 2 метра. Махуне, стабљика и листови прекривени су финим, смеђим или сивим длачицама. Листови су тропрсти, имају три или четири листића на листу, а сваки од листића је 6 до 15 cm дуг а 2 до 7 cm широк. Листови опадају пре него што семе сазри. Неугледни, самоопрашујући цветови смештени су у пазуху листа, најчешће су бели, ружичасти или љубичасти. Плод је длакава махуна која расте у гроздовима од по три до пет, свака је дуга од 3 до 8 cm, а обично садржи два до четири (ретко више) семена, промера 5 до 11 mm.
Семе соје се јавља у разним величинама, са разним бојама махуна или семењаче, укључујући црну, смеђу, плаву, жуту, зелену или шарену. Махуна зреле соје је тврда, отпорна на воду, те штити котиледоне и хипокотиле (или „клице”) од оштећења. Ако је опна напукне, семење неће проклијати. Ожиљак, видљив на семењачи, назива се хилус (хилум, обично црн, смеђ, кожнат, сив и жут) а на једном крају хилуса је микропила односно мали отвор у семењачи који омогућава апсорпцију воде неопходне за клијање.
Семе попут соје које садржи веома високе нивое беланчевина, је ортодоксно. А. Карл Леополд, син Алда Леополда, започео је проучавање ове сојине особине на Институту за истраживање биљака при универзитету Корнел средином 1980-их. Открио је да соја и кукуруз имају цео низ растворљивих угљених хидрата који пружају одрживост ћелијама семена. Почетком 1990-их успео је да региструје патенте о техникама за заштиту „биолошких мембрана” и беланчевина у сувом стању.

## Фиксирање азота
Многе легуминозе (луцерка, детелина, грашак, пасуљ, соја, кикирики и друге) садрже симбиотске бактерије зване Rhizobia које живе унутар коренских квржица. Те бактерије имају посебне способности фиксирања молекуларног азота из атмосфере и његово претварање у амонијак. Хемијска реакција је следећа:
Након тога, амонијак се претвара у следећи облик, амонијум јона, који неке биљке могу користити, путем следеће реакције:
Овај распоред значи да су коренске квржице соје (и других легуминоза) извори азота за те биљке, што их чини релативно богатим биљним беланчевинама.

## Састав
Заједно, беланчевине и сојино уље чине око 56% сувог сојиног семена по маси (36% беланчевине и 20% масти). Остатак се састоји од 30% угљених хидрата, 9% воде и 5% пепела. Семе соје састоји се из приближно 8% семењаче, 90% котиледона и 2% осе ембриона.
Соја је изузетно издашан извор незамењивих састојака. Тако на пример 100 грама (сирове) соје задовољава дневне потребе за 36% беланчевина, 37% влакана, 121% гвожђа, 120% мангана, 101% фосфора и неколико витамина из групе Б, укључујући фолате (94% дневних потреба). Такођер постоји веома висока концентрација витамина К, магнезијума, цинка и калијума. Иста количина соје даје 446 калорија и 11 грама полинезасићених масноћа.
Да би се могла користити за људску исхрану, соја мора бити припремана „влажном” топлотом како би се уништили инхибитори трипсина (инхибитори серинске протеазе). Сирова соја, укључујући и незреле зелене облике, је отровна за све моногастричне животиње.

### Беланчевине
Већина сојиних беланчевина је релативно отпорна на топлоту. Ова отпорност омогућава производима од соје да поднесу неопходну високу температуру кувања, како би се добили производи попут тофуа, сојиног млека и сојиног брашна.
Многе светске организације и агенције сматрају соју извором комплетних беланчевина. Комплетне беланчевине су оне које садрже значајну количину свих есенцијалних аминокиселина које се морају уносити у људски организам, јер тело нема способност да их синтетише. Из тог разлога, соја је добар извор беланчевина, између осталих, за вегетаријанце и вегане или за особе које желе да смање количину меса коју једу.

### Угљени хидрати
Основни растворљиви угљени хидрати зрелог семена соје су дисахарид сахароза (удео од 2,5% до 8,2%), трисахарид рафиноза (0,1% до 1%) састављена из једног молекула сахарозе спојеног са једним молекулом галактозе, те тетрасахарид стахиоза (1,4% до 4,1%) састављен од једног молекула сахарозе спојеног са два молекула галактозе. Док олигосахариди рафиноза и стахиоза штите опстанак семена соје од сушења, они нису јестиви шећери, тако да при њиховом уносу у организам доприносе надутости и тегобама у цревима код људи и других моногастричних животиња, слично као и дисахарид трехалоза. Несварени олигосахариди се у цревима разлажу деловањем природних микроба, дајући гасове попут угљен-диоксида, молекуларног водоника и метана.
Пошто су растворљиви сојини угљени хидрати пронађени и у пшеници а разлажу се током ферментације, сојин концентрат, изоловани протеини из соје, тофу, сојин сос и клијавци немају флатусну активност. На другој страни, постоје и одређени позитивни ефекти од уноса олигосахарида попут рафинозе и стахиозе, а то је да оне потпомажу развој и „борбу” бифидобактерија у цревима против путрефактивних бактерија. Нерастворљиви угљени хидрати соје састоје се из комплексних полисахарида целулозе, хемицелулозе и пектина. Већина угљених хидрата соје се може класификовати у дијетарна влакна.

### Масти
Сирова соја има око 20% масти, укључујући засићене масноће (3%), једноструко незасићене (4%) и вишеструко незасићене масти, углавном у виду линолеинске киселине.
У саставу сојиног уља односно липидног дела семена, оно има четири фитостерола: стигмастерол, ситостерол, кампестерол и брасикастерол, чинећи око 2,5% укупне садржине липида, а могу се и превести у стероидне хормоне.

## Производња
Соја је врло важна индустријска биљка у светским оквирима, јер даје уље и беланчевине. У САД, највећи део соје се екстрахује помоћу растварача, попут хексана, те се „пржи” да би се добила одмашћена сојина прерађевина (са 50% беланчевина), што омогућава прехрану домаћих животиња (нпр. пилића, ћурака и сл.) у индустријским размерама, што никад у људској историји раније није било могуће. Веома мали део убране соје директно се користи у људској исхрани. Ипак, производи од соје јављају се у широком спектру варијација у прерађеној храни.
Током Другог светског рата, соја је постала врло важна и у Северној Америци, као и у Европи, првенствено као замена за другу протеинску храну те као извор јестивих масноћа. Током рата, Америчко министарство пољопривреде започело је примену соје као ђубриво. У Дилоновој рунди Општог договора о трговини и царинама (GATT) одржаној 1960. и 1961, САД је омогућила бесцарински приступ својим произвођачима соје на европско тржиште. Током 1960-их, САД је извезла преко 90% укупне светске производње соје. Године 2005. највећи извозници соје били су Аргентина (39% удела у светском извозу), САД (37%) и Бразил (16%), док су највећи увозници били Кина (41% светског увоза), Европска унија (22%), Јапан (6%) и Мексико (6%).
Према подацима Немачког друштва за међународну сарадњу (ГИЗ) у Босни и Херцеговини је 2013. било засађено око 5.000 хектара соје. Процењује се да Босна и Херцеговина годишње увезе око 100 хиљада тона соје, претежно из Бразила. У Хрватској је исте године било засађено 55.000 хектара соје, са просечним приносом од 2 тоне по хектару.
Узгој соје је најуспјешнији у климатским подручјима где владају врела лета, са оптималним условима раста са просечним температурама од 20 до 30 °C. Температуре испод 20 °C и изнад 40 °C знатно ограничавају раст. Соја може расти на широком спектру типова земљишта, а оптимални раст је на влажним алувијалним земљиштима са добрим органским садржајем. Оптимално време сјетве је друга половина априла. Као и већина легуминоза, соја такођер врши фиксацију азота тако што гради симбиотичке везе са бактеријама Bradyrhizobium japonicum'' (syn. Rhizobium japonicum; Jordan 1982). За најбоље резултате узгоја, инокулум исправног соја бактерија би требало да се помеша са семеном соје (или било које друге легуминозе) пре сејања. Модерне сорте соје генерално достижу око 1 m висине, а потребно им је од 80 до 120 дана од сетве до бербе.
САД, Аргентина, Бразил, Кина и Индија су највећи светски произвођачи соје и представљају више од 90% њене глобалне производње. САД је 2000. године произвела 75 милиона тона соје, од чега је више од трећине извезено. У производној 2010/2011. ова количина је била преко 90 милиона тона. Просечни светски принос соје у 2010. био је 2,5 тоне по хектару. Три највећа произвођача имају просечни принос од око 3 тоне по хектару. Фарма са највећим приносом соје у свету 2010. године налазила се у Турској, где је забележен принос од 3,7 тона по хектару. Светски рекорд забележен је на фарми у америчком граду Парди, Мисури 2010. године од 10,8 тона соје по хектару.